# JdemeŽrát
JdemeŽrát, vlastním jménem Grigory Makarian (* 10. července 1989 Ázerbájdžánská SSR, Sovětský svaz), je český youtuber, streamer a food blogger arménského původu.

## Život a kariéra

### Dětství a mládí
Narodil se v roce 1989 v Náhorním Karabachu, stejně jako většina původní populace regionu je arménské národnosti. Na území žil do svých dvou let, později se kvůli válce o Náhorní Karabach jeho rodina přestěhovala do Ruska, několik let žil ve městě Kropotkin.
V roce 2000 se pak jeho rodina přestěhovala do České republiky a Makarian nastoupil do šesté třídy základní školy. Po absolvování střední školy začal v roce 2008 studovat na Národohospodářské fakultě Vysoké školy ekonomické. V roce 2015 získal bakalářský titul na Fakultě mediálních studií na Metropolitní univerzitě v Praze. V minulosti pracoval na manažerské pozici v mezinárodní společnosti.
Se svou manželkou Katkou žije v pražských Kobylisích.

### Působení na sociálních sítích
Jeho hlavním působištěm je platforma YouTube, na které zveřejňuje videa, ve kterých hodnotí pokrmy z restaurací, řetězce rychlého občerstvení a další gastronomické podniky. K roku 2024 na ní měl jeho hlavní kanál téměř 300 tisíc odběratelů. Má také vedlejší kanál JdemeStudio, na kterém příležitostně zveřejňuje videa přímo nesouvisející s recenzemi gastronomických podniků či pokrmů. Na něm měl k roku 2024 devět tisíc odběratelů.
Příležitostně vysílá převážně herní živé přenosy na platformě Twitch. Na platformě Steam vlastní několik set videoher. Aktivní je také na sociální síti Instagram. Provozuje také mapu s místy, na které na svém kanále udělal recenzi, a které v ní dopadly dobře. S některými společnostmi působícími v gastronomii také spolupracoval, např. s řetězci rychlého občerstvení McDonald's, KFC a Pizza Hut, dovážkovou službou Wolt nebo společnostmi IKEA a platformou Disney+. Pokud však s nějakou restaurací spolupracuje, vždy dává restauracím podmínku, že při recenzi musí zůstat k hodnocení pokrmů upřímný a objektivní.[zdroj?]
Jedním z jeho nejoblíbenějších pokrmů je grilované maso. Jídla si objednává přes anonymní účet na falešné jméno, aby zamezil dovozu protekčních porcí.

#### Počátky
První video zveřejnil na platformě YouTube v červenci 2015. Recenzoval v něm burger Big Mac od McDonald's. Od té doby pokračoval v recenzích dalších pokrmů jako např. sushi, kebab, pizza nebo řízek. Začal také natáčet doplňkové série, ve kterých pokrmy sám vaří, reaguje na uživatelské recenze jednotlivých podniků nebo testuje produkty ze supermarketů. K hodnocení používá stupnici od 0 do 10 bodů, a především slovní zhodnocení.
V říjnu 2018 opustil své původní zaměstnání a začal se působení na sociálních sítích věnovat naplno, do té doby šlo pouze o jeho koníček. Do července 2019 neodhaloval svůj obličej ani totožnost. Sám tehdy uvedl, že si cení svého soukromí, a zároveň nemusí mít obavu z toho, že mu restaurace budou zasílat větší porce.

#### Přezdívka
Nápad na přezdívku vznikl spontánně při telefonním hovoru s kamarádem.